# Ripples
Ripples est une communauté canadienne située dans le comté de Sunbury dans la province du Nouveau-Brunswick près du village de Minto. L'endroit a été l'hôte d'un camp d'internement qui a hébergé des internés de différentes nationalités durant la Seconde Guerre mondiale de 1942 à 1945. Le prisonnier le plus fameux est Camillien Houde qui était le maire de Montréal à l'époque qui fut interné parce qu'il a encouragé la résistance contre la conscription.

## Annexe